# Минден (Зауэр)
Минден (нем. Minden) — община в Германии, в земле Рейнланд-Пфальц.
Входит в состав района Айфель-Битбург-Прюм. Подчиняется управлению Иррель. Население составляет 142 человека (на 31 декабря 2010 года). Занимает площадь 3,75 км².